# CAST (Algorithmus)
CAST ist eine symmetrische Blockchiffre mit 64 Bit Blocklänge und einer Schlüssellänge von 40 bis 128 Bit. Alternative Bezeichnungen sind CAST-128 oder CAST5. Der CAST-Algorithmus wurde nach seinen Entwicklern Carlisle Adams und Stafford Tavares benannt und 1996 zum Patent angemeldet. CAST darf weltweit lizenzfrei sowohl in kommerziellen als auch nicht-kommerziellen Anwendungen eingesetzt werden. Wegen seiner höheren Geschwindigkeit gegenüber DES ist CAST auch für Echtzeitanwendungen geeignet.
Der Nachfolger CAST-256 war ein Kandidat in der AES-Challenge.
Bis heute ist CAST noch nicht gebrochen worden, deshalb ist es auch in vielen Anwendungen wie etwa PGP (Pretty Good Privacy) oder GPG (GNU Privacy Guard) enthalten.
CAST ist eine Feistelchiffre. In jeder Runde wird ein Datenwort mit einem Schlüsselwort verknüpft (je nach Runde durch Addition, XOR oder Subtraktion) und schlüsselabhängig rotiert. Dann wird es in vier Abschnitte von je 8 Bit geteilt, die in jeweils einer 8x32 Bit-S-Box substituiert werden. Deren Ausgaben werden miteinander durch die Operationen Addition, Subtraktion und XOR verknüpft. Deren Reihenfolge wird von Runde zu Runde rotiert. Mit dem Ergebnis wird schließlich das andere Datenwort (die zweite Blockhälfte) durch XOR modifiziert.